# Alison Lurie
Alison Lurie (Chicago, 3 settembre 1926 – Ithaca, 3 dicembre 2020) è stata una scrittrice statunitense, vincitrice del Premio Pulitzer per la narrativa nel 1985 per il romanzo Cuori in trasferta.

## Biografia
Alison Lurie nacque il 3 settembre 1926 a Chicago, nell'Illinois.
Dopo la laurea presso il Radcliffe College di Cambridge nel 1947, insegnò per quarant'anni alla Cornell University di New York.
Scrisse 11 romanzi (il più noto è Cuori in trasferta, Premio Pulitzer nel 1985) e opere per l'infanzia, oltre ad alcuni saggi tra cui uno sulla psicologia della moda (Il linguaggio dei vestiti). Alcune sue opere sono state trasposte in film per la televisione.
È morta a Ithaca il 3 dicembre 2020 all'età di 94 anni.

## Vita privata
Alison Lurie sposò nel 1948 il critico e saggista Jonathan Peale Bishop dal quale ebbe tre figli. Separatasi dal marito si risposò nel 1975 con il romanziere Edward Hower.

## Opere

### Romanzi
- Love and Friendship (1962)
- The Nowhere City (1965)
- Imaginary Friends (1967)
- Real People (1969)
- The War Between the Tates (1974)
- Only Children (1979)
- Cuori in trasferta (Foreign Affairs, 1984), Milano, Feltrinelli, 1986 ISBN 88-07-01318-5.
- La verità su Lorin Jones (The Truth About Lorin Jones, 1988), Milano, Feltrinelli, 1990 ISBN 88-07-70006-9.
- Women and Ghosts (1994)
- L'ultima spiaggia (The Last Resort, 1998), Milano, La tartaruga, 1999 ISBN 88-7738-308-9.
- Verità e conseguenze (Truth and Consequences, 2006), Roma, Nottetempo, 2008 ISBN 978-88-7452-154-8.

#### Narrativa per l'infanzia
- The Oxford Book of Modern Fairy Tales (1975)
- Lo zoo celeste (The Heavenly Zoo, 1979), Milano, Mondadori, 1998 illustrato da Monika Beisner ISBN 88-04-45004-5.
- Clever Gretchen And Other Forgotten Fairy Tales (1980)
- Lo zoo della fantasia (Fabulous Beasts, 1981), Milano, Mondadori, 2004 illustrato da Monika Beisner ISBN 88-04-53061-8.
- Cap o'Rushes (1991), illustrato da Victor Ambrus
- The Black Geese (1999), illustrato da Jessica Souhami

### Saggistica
- Il linguaggio dei vestiti (The Language of Clothes, 1981), Roma, Armando, 2007 ISBN 88-8358-764-2.
- Non ditelo ai grandi (Don't Tell the Grown-ups: Subversive Children's Literature, 1990), Milano, Mondadori, 1999 ISBN 88-04-37198-6.
- Bambini per sempre (Boys and Girls Forever, 2003), Milano, Mondadori, 2005 ISBN 88-04-53851-1.
- Familiar Spirits (2001)

### Antologie
- Garland Library of Children's Classics
- Knitting Yarns: Writers on Knitting (2013)

## Filmografia
- Guerra in famiglia (The War Between the Tates) regia di Lee Philips film TV (1977) (soggetto)
- Star Trek: The Next Generation serie TV (1987) (3 episodi)
- Foreign Affairs regia di Jim O'Brien film TV (1993) (soggetto)